# Emilie Kiep-Altenloh
Emilie Kiep-Altenloh (Ennepetal, 30 juillet 1888 - Hambourg, 22 février 1985) est une femme politique et sociologue allemande. 